# 480 km Suzuke 1989
480 km Suzuke 1989 je bila prva dirka Svetovnega prvenstva športnih dirkalnikov v sezoni 1989. Odvijala se je 9. aprila 1989.

## Rezultati
| Poz    | Razred | Št  | Moštvo                                                          | Dirkači                             | Šasija                             | Gume | Krogi |
| Poz    | Razred | Št  | Moštvo                                                          | Dirkači                             | Motor                              | Gume | Krogi |
| ------ | ------ | --- | --------------------------------------------------------------- | ----------------------------------- | ---------------------------------- | ---- | ----- |
| 1      | C1     | 61  | Team Sauber Mercedes                                            | Jean-Louis Schlesser Mauro Baldi    | Sauber C9                          | M    | 82    |
| 1      | C1     | 61  | Team Sauber Mercedes                                            | Jean-Louis Schlesser Mauro Baldi    | Mercedes-Benz M119 5.0L Turbo V8   | M    | 82    |
| 2      | C1     | 62  | Team Sauber Mercedes                                            | Kenny Acheson                       | Sauber C9                          | M    | 82    |
| 2      | C1     | 62  | Team Sauber Mercedes                                            | Kenny Acheson                       | Mercedes-Benz M119 5.0L V8         | M    | 82    |
| 3      | C1     | 7   | Joest Racing                                                    | Frank Jelinski Bob Wollek           | Porsche 962C                       | G    | 82    |
| 3      | C1     | 7   | Joest Racing                                                    | Frank Jelinski Bob Wollek           | Porsche Type-935 3.0L Turbo Flat-6 | G    | 82    |
| 4      | C1     | 23  | Nissan Motorsports International                                | Toshio Suzuki Kazuyoshi Hoshino     | Nissan R88C                        | D    | 81    |
| 4      | C1     | 23  | Nissan Motorsports International                                | Toshio Suzuki Kazuyoshi Hoshino     | Nissan VRH30 3.0L Turbo V8         | D    | 81    |
| 5      | C1     | 2   | Silk Cut Jaguar                                                 | John Nielsen Andy Wallace           | Jaguar XJR-9                       | D    | 81    |
| 5      | C1     | 2   | Silk Cut Jaguar                                                 | John Nielsen Andy Wallace           | Jaguar 7.0L V12                    | D    | 81    |
| 6      | C1     | 36  | Toyota Team Tom's                                               | Paolo Barilla Hitoshi Ogawa         | Toyota 89C-V                       | B    | 81    |
| 6      | C1     | 36  | Toyota Team Tom's                                               | Paolo Barilla Hitoshi Ogawa         | Toyota R32V 3.2L Turbo V8          | B    | 81    |
| 7      | C1     | 34  | Porsche Alméras Montpellier Advan Team Alpha                    | Kunimitsu Takahashi Stanley Dickens | Porsche 962C                       | G    | 81    |
| 7      | C1     | 34  | Porsche Alméras Montpellier Advan Team Alpha                    | Kunimitsu Takahashi Stanley Dickens | Porsche Type-935 3.0L Turbo Flat-6 | G    | 81    |
| 8      | C1     | 16  | Repsol Brun Motorsport                                          | Oscar Larrauri Maurizio Sandro Sala | Porsche 962C                       | Y    | 81    |
| 8      | C1     | 16  | Repsol Brun Motorsport                                          | Oscar Larrauri Maurizio Sandro Sala | Porsche Type-935 3.0L Turbo Flat-6 | Y    | 81    |
| 9      | C1     | 11  | Porsche Kremer Racing Leyton House Racing                       | Masanori Sekiya Hideki Okada        | Porsche 962CK6                     | Y    | 81    |
| 9      | C1     | 11  | Porsche Kremer Racing Leyton House Racing                       | Masanori Sekiya Hideki Okada        | Porsche Type-935 3.2L Turbo Flat-6 | Y    | 81    |
| 10     | C1     | 72  | Obermaier Primagaz From-A Racing                                | Harald Grohs Akihiko Nakaya         | Porsche 962C                       | G    | 81    |
| 10     | C1     | 72  | Obermaier Primagaz From-A Racing                                | Harald Grohs Akihiko Nakaya         | Porsche Type-935 3.0L Turbo Flat-6 | G    | 81    |
| 11     | C1     | 24  | Nissan Motorsports International                                | Masahiro Hasemi Anders Olofsson     | Nissan R88C                        | D    | 81    |
| 11     | C1     | 24  | Nissan Motorsports International                                | Masahiro Hasemi Anders Olofsson     | Nissan Nissan VRH30 3.0L Turbo V8  | D    | 81    |
| 12     | C1     | 55  | Team Davey Omron Racing Team                                    | Vern Schuppan Eje Elgh              | Porsche 962C                       | D    | 80    |
| 12     | C1     | 55  | Team Davey Omron Racing Team                                    | Vern Schuppan Eje Elgh              | Porsche Type-935 3.0L Turbo Flat-6 | D    | 80    |
| 13     | C1     | 100 | Richard Lloyd Racing Trust Racing Team                          | Steven Andskär George Fouché        | Porsche 962C GTi                   | G    | 79    |
| 13     | C1     | 100 | Richard Lloyd Racing Trust Racing Team                          | Steven Andskär George Fouché        | Porsche Type-935 3.0L Turbo Flat-6 | G    | 79    |
| 14     | C1     | 13  | Courage Compétition                                             | Pascal Fabre Alessandro Santin      | Cougar C22S                        | G    | 79    |
| 14     | C1     | 13  | Courage Compétition                                             | Pascal Fabre Alessandro Santin      | Porsche Type-935 3.0L Turbo Flat-6 | G    | 79    |
| 15     | C1     | 17  | Dauer Racing                                                    | Jochen Dauer Franz Konrad           | Porsche 962C                       | G    | 78    |
| 15     | C1     | 17  | Dauer Racing                                                    | Jochen Dauer Franz Konrad           | Porsche Type-935 3.0L Turbo Flat-6 | G    | 78    |
| 16     | C1     | 40  | Swiss Team Salamin Advan Alpha Tomei                            | Kazou Mogi Kenji Takahashi          | Porsche 962C                       | G    | 78    |
| 16     | C1     | 40  | Swiss Team Salamin Advan Alpha Tomei                            | Kazou Mogi Kenji Takahashi          | Porsche Type-935 3.0L Turbo Flat-6 | G    | 78    |
| 17     | GTP    | 201 | Mazdaspeed                                                      | Takashi Yorino Tetsuya Oota         | Mazda 767                          | D    | 77    |
| 17     | GTP    | 201 | Mazdaspeed                                                      | Takashi Yorino Tetsuya Oota         | Mazda 13J 2.6L 4-Rotor             | D    | 77    |
| 18     | C1     | 6   | Repsol Brun Motorsport                                          | Walter Brun Jésus Pareja            | Porsche 962C                       | Y    | 77    |
| 18     | C1     | 6   | Repsol Brun Motorsport                                          | Walter Brun Jésus Pareja            | Porsche Type-935 3.0L Turbo Flat-6 | Y    | 77    |
| 19     | C1     | 14  | Richard Lloyd Racing                                            | Tiff Needell Derek Bell             | Porsche 962C GTi                   | G    | 76    |
| 19     | C1     | 14  | Richard Lloyd Racing                                            | Tiff Needell Derek Bell             | Porsche Type-935 3.0L Turbo Flat-6 | G    | 76    |
| 20     | C1     | 37  | Toyota Team Tom's                                               | Geoff Lees Johnny Dumfries          | Toyota 89C-V                       | B    | 75    |
| 20     | C1     | 37  | Toyota Team Tom's                                               | Geoff Lees Johnny Dumfries          | Toyota R32V 3.2L Turbo V8          | B    | 75    |
| 21     | C1     | 85  | Nissan Motorsports International Cabin Racing Team with Le Mans | Takao Wada Akio Morimoto            | Nissan R88V                        | D    | 74    |
| 21     | C1     | 85  | Nissan Motorsports International Cabin Racing Team with Le Mans | Takao Wada Akio Morimoto            | Nissan VG30 3.0L Turbo V6          | D    | 74    |
| 22     | C1     | 20  | Team Davey                                                      | Tim Lee-Davey Jürgen Barth          | Porsche 962C                       | D    | 71    |
| 22     | C1     | 20  | Team Davey                                                      | Tim Lee-Davey Jürgen Barth          | Porsche Type-935 3.0L Turbo Flat-6 | D    | 71    |
| 23     | C2     | 101 | Chamberlain Engineering                                         | Fermín Velez Nick Adams             | Spice SE86C                        | G    | 63    |
| 23     | C2     | 101 | Chamberlain Engineering                                         | Fermín Velez Nick Adams             | Hart 418T 1.9L Turbo I4            | G    | 63    |
| 24     | C1     | 50  | Toyota Team Tom's SARD                                          | Roland Ratzenberger Keiichi Suzuki  | Toyota 89C-V                       | B    | 62    |
| 24     | C1     | 50  | Toyota Team Tom's SARD                                          | Roland Ratzenberger Keiichi Suzuki  | Toyota R32V 3.2L Turbo V8          | B    | 62    |
| 25 DSQ | C2     | 108 | Roy Baker Racing                                                | John Sheldon Lief Lindström         | Tiga GC289                         | G    | 47    |
| 25 DSQ | C2     | 108 | Roy Baker Racing                                                | John Sheldon Lief Lindström         | Ford Cosworth DFL 3.3L V8          | G    | 47    |
| 26 DNF | C1     | 1   | Silk Cut Jaguar                                                 | Jan Lammers Patrick Tambay          | Jaguar XJR-9                       | D    | 80    |
| 26 DNF | C1     | 1   | Silk Cut Jaguar                                                 | Jan Lammers Patrick Tambay          | Jaguar 7.0L V12                    | D    | 80    |
| 27 DNF | C1     | 22  | Spice Engineering                                               | Wayne Taylor Thorkild Thyrring      | Spice SE89C                        | G    | 32    |
| 27 DNF | C1     | 22  | Spice Engineering                                               | Wayne Taylor Thorkild Thyrring      | Ford Cosworth DFZ 3.5L V8          | G    | 32    |
| 28 DNF | C1     | 5   | Repsol Brun Motorsport                                          | Harald Huysman Jura Varjosaari      | Porsche 962C                       | Y    | 23    |
| 28 DNF | C1     | 5   | Repsol Brun Motorsport                                          | Harald Huysman Jura Varjosaari      | Porsche Type-935 3.0L Turbo Flat-6 | Y    | 23    |
| 29 DNF | C1     | 10  | Porsche Kremer Racing                                           | Bruno Giacomelli Giovanni Lavaggi   | Porsche 962CK6                     | Y    | 16    |
| 29 DNF | C1     | 10  | Porsche Kremer Racing                                           | Bruno Giacomelli Giovanni Lavaggi   | Porsche Type-935 3.0L Turbo Flat-6 | Y    | 16    |
| 30 DNF | C1     | 8   | Joest Racing                                                    | Jean-Louis Ricci Claude Ballot-Léna | Porsche 962C                       | G    | 15    |
| 30 DNF | C1     | 8   | Joest Racing                                                    | Jean-Louis Ricci Claude Ballot-Léna | Porsche Type-935 3.0L Turbo Flat-6 | G    | 15    |
| 31 DNF | C2     | 107 | Tiga Racing Team                                                | Jari Nurminen Luigi Taverna         | Tiga GC289                         | G    | 11    |
| 31 DNF | C2     | 107 | Tiga Racing Team                                                | Jari Nurminen Luigi Taverna         | Ford Cosworth DFL 3.3L V8          | G    | 11    |
| 32 DNF | C1     | 21  | Spice Engineering                                               | Eliseo Salazar Ray Bellm            | Spice SE89C                        | G    | 5     |
| 32 DNF | C1     | 21  | Spice Engineering                                               | Eliseo Salazar Ray Bellm            | Ford Cosworth DFZ 3.5L V8          | G    | 5     |
| 33 DNF | GTP    | 202 | Mazdaspeed                                                      | Yoshimi Katayama Yojiro Terada      | Mazda 767B                         | D    | 4     |
| 33 DNF | GTP    | 202 | Mazdaspeed                                                      | Yoshimi Katayama Yojiro Terada      | Mazda 13J 2.6L 4-Rotor             | D    | 4     |
| 34 DNF | C2     | 103 | France Prototeam                                                | Almo Coppelli Bernard Thuner        | Spice SE88C                        | G    | 3     |
| 34 DNF | C2     | 103 | France Prototeam                                                | Almo Coppelli Bernard Thuner        | Ford Cosworth DFL 3.3L V8          | G    | 3     |
| DNS    | C1     | 26  | France Prototeam                                                | Alain Ferté Henri Pescarolo         | Spice SE88C                        | G    | -     |
| DNS    | C1     | 26  | France Prototeam                                                | Alain Ferté Henri Pescarolo         | Ford Cosworth DFZ 3.5L V8          | G    | -     |
| DNQ    | C1     | 29  | Mussato Action Car                                              | Franco Scapini Gianfranco Tacchino  | Lancia LC2                         | D    | -     |
| DNQ    | C1     | 29  | Mussato Action Car                                              | Franco Scapini Gianfranco Tacchino  | Ferrari 308C 3.0L Turbo V8         | D    | -     |

## Statistika
- Najboljši štartni položaj - #37 Toyota Team Tom's - 1:50.635
- Najhitrejši krog - #1 Silk Cut Jaguar - 1:57.549
- Povprečna hitrost - 170.596 km/h